# Roberto Matta Echaurren
Roberto Sebastián Antonio Matta Echaurren (Santiago de Xile, Xile 1911 - Civitavecchia, Itàlia 2002) va ser un pintor xilè, considerat l'últim dels pintors surrealistes.
Va néixer a Santiago de Xile l'11 de novembre de 1911 i va acabar els estudis d'arquitectura. Davant la desil·lusió de l'exercici d'aquesta professió, a mitjans dels anys 30 va viatjar fins a Europa, on va conèixer artistes com Salvador Dalí, René Magritte, André Breton i Le Corbusier.
Va ser Breton qui va estimular l'artista xilè introduint-lo en el cercle dels principals membres del moviment surrealista de París. Matta a partir d'aquell moment va començar a produir il·lustracions i articles pels diari surrealista Minotaure. Durant aquesta període va iniciar l'amistat amb altres artistes contemporanis com Pablo Picasso i Marcel Duchamp.
Un moment decisiu per a la seva carrera artística es produeix el 1938 quan abandona el dibuix per centrar-se en la pintura a l'oli. En les seves primeres pintures destaca pels patrons difusos de llum i les línies gruixudes damunt d'un fons particular, dos senyals inconfusibles de la seva obra. Durant les dècades següents la seva pintura reflecteix el pertorbador estat de la política internacional, utilitzant màquines elèctriques i persones atormentades. A partir de la dècada dels 60 va introduir argila a les seves obres pictòriques, agregant així dimensió a la seva distorsió. El treball de Matta va introduir noves dimensions a la pintura contemporània, introduint el vídeo i la fotografia com a mitjans d'expressió.
El 1990 va rebre el Premi Nacional d'Art i el 1992 el Premi Príncep d'Astúries de les Arts. El 1995 li fou concedit al Meiji Memorial Hall de Tòquio (Japó), el premi Praemium Imperiale.
A partir dels anys 60 va viure regularment a Itàlia, morint a Civitavecchia el 23 de novembre de l'any 2002.